# フロートガラス

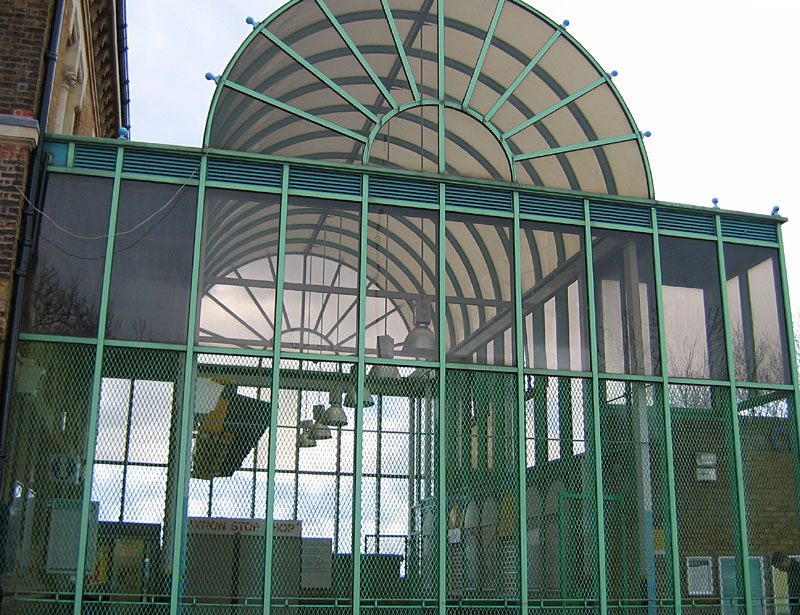
ロンドンのクリスタル・パレス駅のフロートガラス

フロートガラス (float glass) は、金属を融解した上に融解したガラスを薄く浮かべることで製造した板状のガラスである。フロートガラス製法は1950年代にアラステア・ピルキントン(en)が発明し、イギリスのピルキントン社が最初に使ったため Pilkington process とも呼ばれている。
金属にはスズが主に使われるが、過去には鉛や融点の低い各種合金も使われていた。厚さが均一で表面が極めて平坦なガラスを製造することができ、窓ガラスの多くはフロートガラスである。フロートガラスの多くはソーダ石灰ガラスだが、ホウケイ酸ガラスも特殊用途ながら比較的多く使われる。フラットパネルディスプレイのガラスもフロートガラスの製法で製造されている。もっとも、フラットパネルディスプレイのガラスが全てフロートガラスというわけではない。ショットはフロートガラス法を使っているが、コーニングはオーバーフローダウンドロー法(en)を使っている。

## 歴史

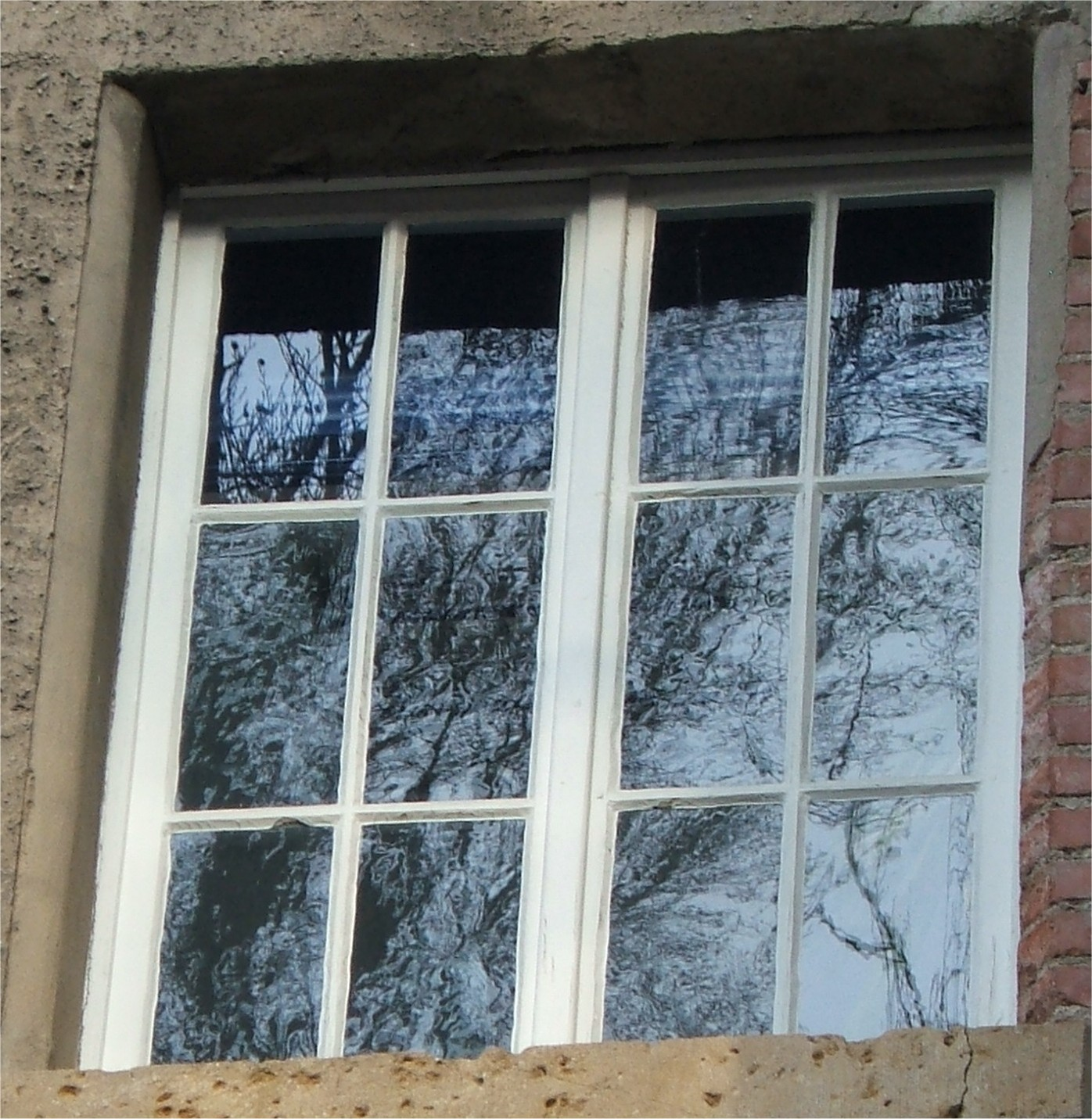
ドイツのイェーナにある古い窓。左上端がフロートガラス。木の映りの不鮮明さから、他のガラスはフロートガラスではないと思われる。

17世紀まで、窓ガラスあるいは板ガラスはクラウンガラス(en)の大きな円盤（ロンデルとも）から切り出して作っていた。さらに大きな板ガラスを作るには、吹きガラスの製法で大きな円筒状に形成し、それを切り開いて平らにして作っていた。19世紀初めごろには円筒状に吹いて形成する方法が主流となっていた。円筒の長さは1.8 mから2.4 m程度で、直径は250 mmから360 mm程度だった。このため板を切り出そうとしても幅を広くとることができず、窓を桟（さん）で区切って窓ガラスをはめるようになった。
ガラスの製造の最初の自動化技法は、1848年イングランドの技術者ヘンリー・ベッセマーが特許を取得したものである。ベッセマーの製法は、2つのローラーの間に融解したガラスを入れ、帯状の板ガラスを作るというものだった。20世紀はじめに開発されたフルコール法やコルバーン法では、融解ガラスのプールから上方にローラーで板状にガラスを引き出すことで板ガラスが作られる。ガラスはローラーで送られながら徐冷され、その後切断される。こうして作ったガラスの表面はあまり滑らかでも一様でもなく、後工程として両面を磨く必要があったため、コストがかかった。1920年代初めになると、帯状の板ガラスに流れ作業的に研磨を施す製造法が生まれ、コストが低減された。
液体のように平滑なものの上で製造できれば、コストは大幅に低減できる。特にアメリカで、スズを融かした槽の上で板ガラスを形成する努力がなされ、特許もいくつか取得されているが、フロートガラスの製造には結びつかなかった。
1953年から1957年にかけて、アラステア・ピルキントンとケネス・ビッカースタッフが融解スズ槽の上に融解ガラスを帯状に浮かべることでガラスを製造する技法を初めて実用化した。ガラスをスズ槽にどの程度の速度で供給するかというバランスが成功の秘訣であり、ガラスが自らの重みで平らになる程度の量にする必要があった。フロートガラスが収益上商売として成り立つようになったのは1960年のことである。

## 製造法
フロートガラスの原料は普通のガラスと同じであり、一般に砂、ソーダ灰（炭酸ナトリウム）、ドロマイト、石灰岩、芒硝（硫酸ナトリウム）を使う。他にも着色剤、精製剤、ガラスの物理的または化学的特性を調整する材料を加えることもある。これら原材料を適切な配合で混ぜ、カレット（くずガラス）を加えて炉で約1,500 ℃まで熱する。典型的なフロートガラスは、幅9 m, 長さ45 mで、重量は1,200トン以上になる。融解後は約1,200 ℃前後で安定するよう温度を調整し、比重が均質になるようにする。
融解ガラスは融解スズ槽（幅3-4 m, 長さ50 m, 深さ6 cm）の上に送り出される。融解スズ槽に送り込まれる融解ガラスの量はゲート部分で制御する。
スズは比重が大きく、ガラスと混ざらず、結合性があるという点でフロートガラスの製造に適している。しかし、スズは酸素と反応して酸化しやすく、二酸化スズ (SnO2) になりやすい。製造工程でもそれが不純物としてスズ槽の上に浮くと、ガラスに付着する。酸化を防ぐため、スズ槽の置かれた部屋は窒素と水素を充満させ、大気圧よりも高圧にする。
ガラスはスズ槽の上を帯状になって浮き、表面は滑らかで厚さも均一になる。溶融ガラスはそのままでは表面張力によって厚さ6mm程で延展が止まるため、左右からローラーで引き伸ばして厚さを調節する。温度が1,100 ℃から徐々に600 ℃程度まで下がるとほぼ固まり、スズ槽から持ち上げローラーで取り出すことができるようになる。帯状のガラスは制御された速度でローラーで取り出される。スズ槽上を漂わせる速度やローラーの速度を変えると様々な厚さの板ガラスを作ることができる。融解スズ槽の上にあるローラー群は帯状のガラスの厚さと幅の制御にも使われる。
スズ槽から取り出されると、板ガラスは約100 mのガラス焼きなまし炉を通り、そこでヒビを生じないよう徐々に冷やされる。そこを抜けて冷えた状態で切断を行う。

## 市場
2007年現在、世界のフロートガラス市場はAGC、日本板硝子/ピルキントン、サンゴバン、ガーディアン・インダストリーズの4社がほぼ独占している。他にフロートガラスを製造している企業としては、Stewart Engineers, PPG, セントラル硝子, Hankuk, Visteon, Cardinal Glass Industries などがある。